# Dvorîk, Krasîliv
Dvorîk (în ucraineană Дворик) este un sat în comuna Mala Klitna din raionul Krasîliv, regiunea Hmelnîțkîi, Ucraina.

## Demografie
Componența lingvistică a localității Dvorîk
     Ucraineană (100%)
Conform recensământului din 2001, toată populația localității Dvorîk era vorbitoare de ucraineană (100%).